# Heinrich Schön
Heinrich Schön il Vecchio (in tedesco Heinrich Schön der Ältere) (... – Monaco di Baviera, 1640) è stato un architetto e ingegnere tedesco, architetto di corte dei duchi di Baviera.
Dal 1591 lavorò a Ingolstadt e Monaco di Baviera alla corte dei duchi bavaresi. Dal 1611 al 1620 come costruttore di corte.

## Biografia
Di lui fu il progetto per la fortezza Maxburg dei duchi di Monaco di Baviera e il padiglione di Diana nel giardino di corte (Hofgarten) a Monaco di Baviera (1615), così come le modifiche alla Chiesa di San Pietro (Alter Peter), sempre a Monaco di Baviera, dopo la sua parziale distruzione da parte un fulmine (1607).
Lavorò alla decorazione della Michaeliskirche. Dal 1610 diresse la nuova costruzione della facciata ovest della residenza e redasse i progetti per la costruzione del Cortile Imperiale (Kaiserhof) nella residenza, sulla base degli schizzi di Pieter de Witte.
Partecipò anche alla costruzione dell'antico castello di Schleißheim (1617–1623).
A lui è stata intitolata la strada Schönstrasse a Geising.